# BackWerk
BackWerk is een Duitse zelfbedieningsbakkerij en de eerste keten in zijn soort. Het bedrijf wordt gerund als franchiseketen van het bedrijf Valora Food Service Deutschland GmbH, gevestigd in Essen. De winkels bieden naast broodjes ook smoothies, sappen, koek en gebak aan.

## Geschiedenis
Backwerk is opgericht in februari 2001 door meesterbakker Robert Kirmaier en zijn vrouw Marion Kirmaier. De eerste vijf vestigingen zijn geopend in Düsseldorf, Keulen en Duisburg. Het zelfbedieningsconcept was daarvoor al getest in enkele grote winkelketens. In 2003 leidde de herstructurering tot een franchise-constructie tot een snelle groei en breidde Backwerk zich uit naar Beieren. In 2004 opende er landelijk 30 nieuwe vestigingen, maar in 2005 was de grootste groei met 40 nieuwe locaties binnen dat jaar. In 2006 volgende een overname van het concurrerende bedrijf Die Backfabrik die toentertijd bestond uit 13 vestigingen in Noordrijn-Westfalen. Eind 2007 bracht dit het totaal aantal vestigingen op 150, waarvan de eerste in het Oostenrijkse Graz. In 2008 volgende een overname van het concern Baker's Family wat 30 extra vestigingen opleverde. 
In september 2017 waren er in totaal 340 vestigingen in Duitsland, Nederland, Oostenrijk, Slovenië en Zwitserland waarvan slechts één een eigen filiaal betreft. Het totaal aantal partners is ongeveer 220 die tot 5 winkels beheren. Parallel aan de steeds verdere uitbreiding binnen Duitsland, groeit Backwerk ook in het buitenland. In 2009 werden de eerste winkels geopend in Nederland (Nijmegen) en Slovenië en in 2010 volgde Zwitserland. De 350e vestiging is op 4 september 2018 geopend in Bochum. 
Backwerk is sinds 27 oktober 2017 eigendom van het Zwitserse Valora Group die Backwerk overnam voor een bedrag van 190 miljoen euro en grote ambities heeft om het bedrijf verder te laten groeien. 
In 2021 werden alle Broodzaken op Nederlandse stations in samenwerking met HMS-Host vervangen door Backwerk wat het aantal Nederlandse vestigingen verder liet groeien naar 45. De eerste vestiging van deze samenwerking is geopend in juli 2021 in Utrecht. 